# Namakia
Namakia ist ein Dorf in Madagaskar. Es liegt im Nordwesten der Insel in der Provinz Mahajanga und der Region Boeny. Zum Höhepunkt der Zuckerproduktion waren dort etwa 3200 Hektar Land mit Zuckerrohr bepflanzt.

## Zuckerfabrik
Die Zuckerfabrik in Namakia wurde 1929 von der Sucrerie Marseillaise de Madagascar (SMDM) in einem Joint Venture mit der Société des Raffineries de Saint-Louis gegründet. Durch den Zyklon und die Überschwemmungen vom 19. Februar 1933 wurden Teile der Zuckerplantagen und die Hütten der Arbeiter in Mitleidenschaft gezogen. Die Fabrik wurde überschwemmt, so dass ihre Maschinen anderthalb Meter unter Wasser standen. Daraufhin wurden etwa 200 Hektar neue Flächen gerodet und mit Zuckerrohr bepflanzt, wodurch die Zuckerproduktion von 200 Tonnen im Jahr 1933 auf 693 Tonnen im Jahr 1934 mehr als verdreifacht werden konnte. 1937 wurden bereits 2967 Tonnen und 1966 wurden 25.614 Tonnen Zucker produziert.
Die Zuckerfabrik wurde 1972 von der Sociètè de sucreries des Mahavavy (SOSUMAV) übernommen. Zu dieser Zeit waren 2800 Hektar der landwirtschaftlich genutzten Flächen mit Zuckerrohr und 4000 Hektar mit Reis und anderen Nutzpflanzen bepflanzt. Die Zuckerfabrik wurden 1977 als Teil der SIRAMA verstaatlicht. Im Jahr 2005 wurde das Werk geschlossen, teilweise privatisiert und 2007 als Ouest Sucre Namakia in einem Joint Venture mit der in chinesischem Besitz befindlichen Sucrerie Coplant de Madagascar (SUCOMA) wiedereröffnet. Die Fabrik hatte 2009 eine Jahreskapazität von 16.000 Tonnen Zucker, hauptsächlich für den Export, und 11 Mio. Liter Alkohol.
Das umgangssprachlich tanàm-bazaha genannte Unternehmen beschäftigte 2010 etwa 700 festangestellte Mitarbeiter und 1400 Fabrikarbeiter sowie saisonale Rohrschneider, die 24.000 Tonnen Rohzucker produzierten. In Namakia wurden 2019 von 300 Angestellten und etwa 1000 Saisonarbeitern nur noch 400 Tonnen Zucker und etwa 20 Mio. Liter Rohalkohol pro Jahr produziert, der in Mahajanga an Destillerien und Alkoholveredler verkauft wird, die ihn zu Rum veredeln.

## Schmalspurbahn
Der in Säcke verpackte Zucker wurde früher mit einer mehr als 10 km langen Dampf-betriebenen Schmalspurbahn zum Firmenkai am Fluss transportiert. Von dort wurde er per Flusskahn zum Hafen von Majunga verschifft und dort exportiert. Heute werden chinesische Lastwagen für den Transport zum Hafen eingesetzt.

## Hafen
Der private Hafen, der sich früher in der Nähe der Fabrik befand, wurde nach und nach zum Deltaauslass im Nord-Nordwesten des Anwesens verlegt, da der als Namakia-Arm bekannte Arm des Mahavavy-Flusses aus hydro-landwirtschaftlichen Gründen entwässert wurde und der Gezeitenanstieg in diesem Arm unzureichend war.
Der Hafen hatte um 1972 ein Verkehrsaufkommen von etwa 30.000 Tonnen Zucker pro Jahr. Er verfügte über ein Vorratslager, ein Öldepot, einen Kai und einen kleinen Schiffsanleger für die Personenschifffahrt. Es war mit dem Hauptlager des Werks durch eine Schmalspurbahn verbunden, auf der 100 t schwere Konvois von einer Lokomotive bewegt wurden, und wurde außerdem auch durch eine Straße bedient.
Die Zuckerfabrik verfügte um 1972 über eine eigene Flotte, zu der zwei Frachtschiffe/Schlepper mit einer Kapazität von fast 100 Tonnen, fünf reguläre 100-Tonnen-Kähne, ein Ölkahn und ein weiterer Schlepper gehören. Diese Flotte ermöglichte Verbindungen mit Majunga, wo das Unternehmen über ein weiteres Lagerhaus zu verfügte.
Die Zuckerfabrik betreibt dort noch zwei Motorschiffe und vier Leichter.

## Persönlichkeiten
- Ali Kamé (* 1984), Leichtathlet